# Lloyd Axworthy

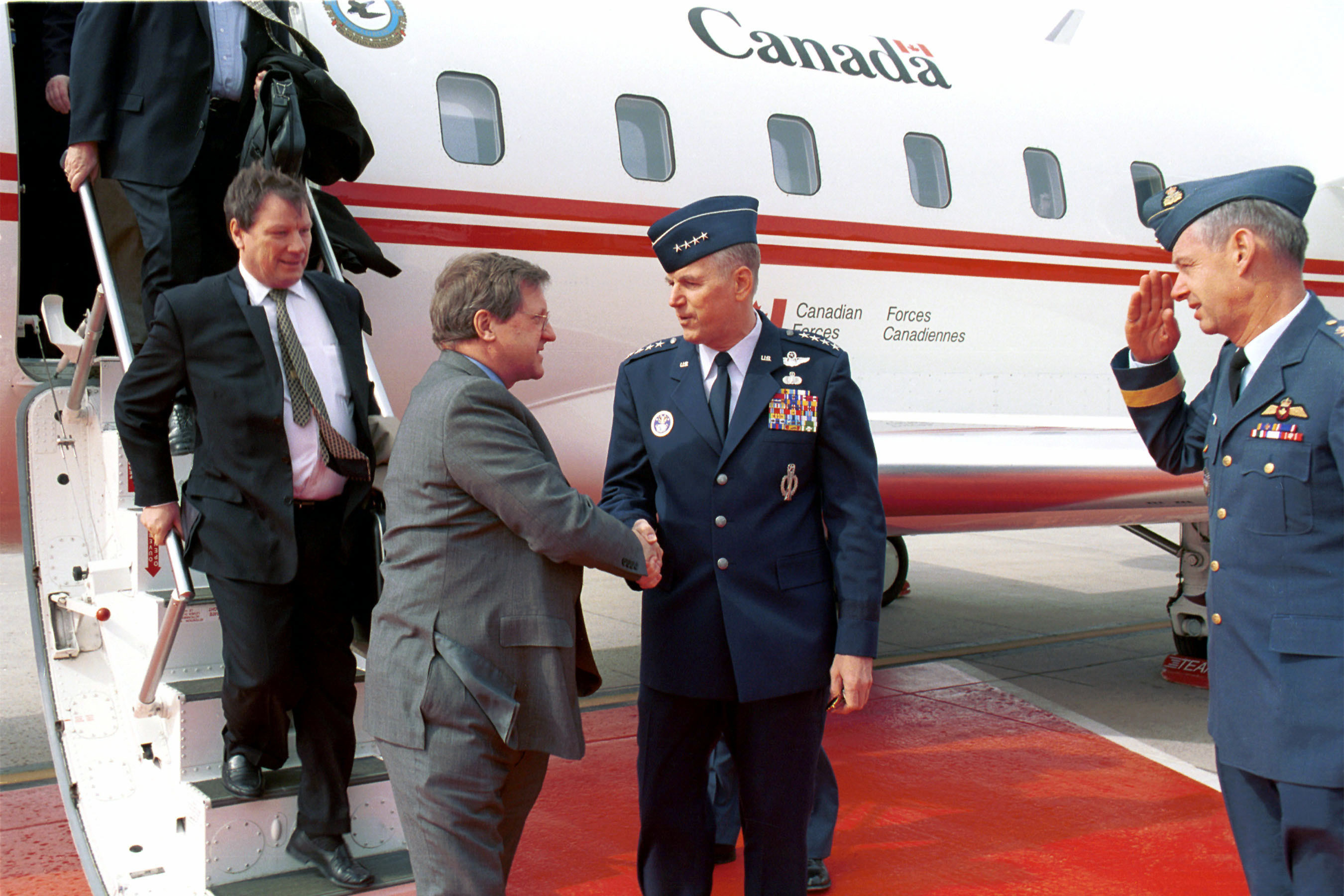
Lloyd Axworthy (Bildmitte) bei der Begrüßung durch General Richard B. Myers bei einem Besuch der Peterson Air Force Base am 11. März 1999

Lloyd Axworthy PC CC OM (* 21. Dezember 1939 in North Battleford, Saskatchewan) ist ein kanadischer Politikwissenschaftler, Hochschullehrer, Autor und Politiker der Liberalen Partei Kanadas, der über 21 Jahre Abgeordneter des Unterhauses sowie mehrere Male Minister wie zum Beispiel Außenminister war und zurzeit Präsident der University of Winnipeg ist sowie 1998 gemeinsam mit Graça Machel mit dem Nord-Süd-Preis ausgezeichnet wurde und 2008 zu den Unterzeichnern von Global Zero gehörte, einer Initiative zur vollständigen weltweiten nuklearen Abrüstung.

## Leben

### Hochschullehrer und Abgeordneter
Nach dem Schulbesuch absolvierte Axworthy ein Studium der Politikwissenschaften am United College, das er 1961 mit einem Bachelor of Arts (B.A.) beendete. Ein anschließendes postgraduales Studium an der Princeton University beendete er 1963 mit einem Master of Arts (M.A.), ehe er dort 1971 einen Doctor of Philosophy (Ph.D.) mit einer Arbeit zum Thema The Task Force on Housing and Urban Development: a study of democratic decision-making in Canada erwarb.
Nach seiner Rückkehr nach Kanada übernahm er Professuren an der University of Manitoba sowie der University of Winnipeg. Neben seiner Lehrtätigkeit veröffentlichte er zahlreiche Fachbücher, die sich insbesondere mit Themen wie Kommunalpolitik, Stadtplanung und Urbanisierung befassten.
Bereits während seines Studiums kandidierte er bei der Unterhauswahl am 25. Juni 1968 für die Liberale Partei im Wahlkreis Winnipeg North Centre erfolglos für ein Mandat im Unterhaus. Am 28. Juni 1973 wurde Axworthy für die Manitoba Liberal Party als Mitglied in die Legislativversammlung von Manitoba und vertrat in dieser bis zum 6. April 1979 den Wahlkreis Fort Rouge, wobei er nach der Wahl vom 11. Oktober 1977 an einziger Vertreter seiner Partei in der Legislativversammlung dieser Provinz war.
Bei der Unterhauswahl vom 22. Mai 1979 wurde er dann erstmals als Abgeordneter in das Unterhaus gewählt und vertrat in diesem erst den Wahlkreis Winnipeg-Fort Garry und dann seit der Unterhauswahl am 21. November 1988 bis zur Unterhauswahl am 27. November 2000 den Wahlkreis Winnipeg South Centre.

### Minister und Oppositionspolitiker
Am 3. März 1980 wurde Axworthy von Premierminister Pierre Trudeau als Minister für Beschäftigung und Einwanderung in die 22. Regierung Kanadas berufen und behielt diese Funktion bis zum 11. August 1983. Daneben war er zwischen dem 3. März 1980 und dem 21. September 1981 auch Minister mit der Verantwortung für den Status von Frauen, ehe er am 12. August 1983 Verkehrsminister wurde und dieses Amt auch in der von Trudeaus Nachfolger John Turner zwischen dem 30. Juni und dem 16. September 1984 gebildeten 23. kanadischen Kabinett behielt. Zeitgleich war er vom 30. Juni bis zum 16. September 1984 auch Staatsminister für die kanadische Weizenbehörde sowie vom 25. Februar 1981 bis 1984 auch im Kabinett zuständiger Regionalminister für Manitoba.
Nach der Wahlniederlage der Liberalen Partei bei der Unterhauswahl am 4. September 1984 übernahm Axworthy zahlreiche der sich nunmehr in der Opposition befindlichen Fraktion der Liberalen Partei und war erst von Oktober 1984 bis August 1985 Oppositionssprecher für regionale industrielle Expansion, danach bis September 1990 für internationalen Handel sowie zeitgleich von August 1985 bis Januar 1987 auch für Weizenbehörde Kanadas und außerdem von März 1988 bis Februar 1989 für das Schatzamt. Zugleich war Axworthy vom 30. September 1986 bis zum 1. Oktober 1988 Vize-Vorsitzender des Sonderausschusses des Unterhauses für den Friedensprozess in Mittelamerika.
Zuletzt war er zwischen September 1990 und September 1993 außenpolitischer Sprecher der liberalen Oppositionsfraktion im Unterhaus sowie zugleich vom 13. Mai 1991 bis zum 8. September 1993 Vize-Vorsitzender des Ständigen Unterhausausschusses für auswärtige Angelegenheiten und internationalen Handel.

### Außenminister und Auszeichnungen
Nachdem Wahlsieg der Liberalen Partei bei der Unterhauswahl am 25. Oktober 1993 berief ihn Premierminister Jean Chrétien in das 26. kanadische Kabinett. In diesem war er zwischen dem 4. November 1993 und dem 24. Januar 1996 sowohl Minister für wirtschaftliche Diversifikation des Westens als auch zeitgleich Minister für Beschäftigung und Einwanderung. Daneben war er vom 4. November 1993 bis zum 21. Februar 1995 auch Arbeitsminister sowie von November 1993 bis 2000 abermals im Kabinett zuständiger Regionalminister für Manitoba.
Im Rahmen einer Kabinettsumbildung wurde Axworthy schließlich am 25. Januar 1996 als Nachfolger von André Ouellet Außenminister im Kabinett Chrétien und bekleidete dieses Amt bis zum 16. Oktober 2000. Nachfolger wurde danach der bisherige Industrieminister John Manley.
1998 erhielt er gemeinsam mit Graça Machel den Nord-Süd-Preis für seine außergewöhnlichen Leistungen auf dem Feld der Menschenrechte, Demokratie und der Diplomatie zwischen Nord und Süd – insbesondere zwischen Europa und Afrika. Nach seinem Ausscheiden aus der Regierung und dem Unterhaus engagierte sich Axworthy, dem 2001 der Order of Manitoba verliehen wurde, als Direktor und Chief Executive Officer (CEO) des Liu Institute for Global Issues der University of British Columbia.
Am 8. Mai 2003 wurde er darüber hinaus zum Officer des Order of Canada ernannt. Damit wurden seine Verdienste auf dem Gebiet der Ächtung von Antipersonenminen, der Nichtverbreitung von Kernwaffen und dem Schutz von Kindersoldaten in Afrika gewürdigt. Am 6. Juni 2004 wurde Axworthy als Nachfolger Patrick Deane Präsident der University of Winnipeg und bekleidet dieses Amt bis heute.
2008 gehörte Axworthy, der auch kanadischer Botschafter der UNICEF ist, zu den Unterzeichnern von Global Zero gehörte, einer Initiative zur vollständigen weltweiten nuklearen Abrüstung.

## Veröffentlichungen
- The politics of urban innovation, Winnipeg 1969
- Participation and planning: spontaneous town planning: a paper presented to the Congres d'Architecture et d'Urbanisme, Brussels, November 22, 1971, Winnipeg 1971
- The future city: a selection of views on the reorganization of government in Greater Winnipeg, Winnipeg 1971
- A public communication system: a study of the use of the new communications technology of government to enhance citizen participation and increase program effectiveness, Mitautoren J. Cassidy, Jocelyne O’Hara und John Badertscher, Toronto 1971
- Urban democracy and the Canadian constitution, Mitautor Tom Axworthy, Winnipeg 1971
- An experiment in community renewal: observations and proposals arising from a demonstration project in Winnipeg, Mitautor Ralph Kuropatwa, Winnipeg 1971
- The Task Force on Housing and Urban Development: a study of democratic decision-making in Canada, Thesis (Ph.D.)-Princeton University 1972
- An experiment in local government, Winnipeg 1972
- The citizen and neighborhood renewal: a collection of working papers on planning with people in the inner city, Winnipeg 1972
- The city: Canada's prospects, Canada's problems, Mitautor James M. Gillies, Toronto 1973
- A strategy for self-help housing and renewal, Winnipeg 1973
- The infill housing project: phase II report, Winnipeg 1973
- A test for institutional innovation: Winnipeg's unicity, Winnipeg 1973
- The best laid plans often go astray: the case of Winnipeg, Winnipeg 1973
- A discussion paper on urban populism and urban policy-making, Mitautor Donald Epstein, Winnipeg 1974
- Unicity: the transition; a report, Mitautor Jim Cassidy, Winnipeg 1974
- Winnipeg's core area: an assessment of conditions affecting law enforcement, a study for the Winnipeg Police Commission, Mitautoren Pat Christie, Mary Croteau und Stan Wood, Winnipeg  1975
- The case for non-profits in the preservation and provision of urban housing, Mitautoren Gene Milgram und Christine McKee, Winnipeg 1976
- Land use planning: the financial implication, Mitautor Mike McCandless, Winnipeg 1976
- Electoral method study for the St. Boniface School Division No. 4, Mitautoren Sheila Vanderhoef und Joyce Epstein, Winnipeg 1977
- Urbanization and leisure – what about me?: Comments on community management of leisure, Winnipeg 1977
- A decade of urban reform: a paper, Winnipeg 1978
- The reorganization of local government in the metropolitan Edmonton area, Mitautor Jim Lightbody, Calgary 1979
- Part of the Americas: a Liberal policy for Canada in the Western Hemisphere, Mitautor Roy MacLaren, Ottawa 1991
- The Liberal Party foreign policy platform, Mitautorin Christine Stewart, Ottawa 1993
- Liberals at the border: we stand on guard for whom?, Toronto 2003
- Navigating a new world: Canada's global future, Toronto 2003
- The secure city, Mitautoren Arthur L. Fallick und Kelly Ross, Vancouver 2004